# Zetea
Zetea (węg. Zetelaka) – wieś w Rumunii, w okręgu Harghita, w gminie Zetea. W 2011 roku liczyła 4378 mieszkańców.